# Красный Шадым
Красный Шадым — село в Ковылкинском районе Мордовии. Административный центр Красношадымского сельского поселения.

## География
Расположено на реке Шадым в 42 км от районного центра и железнодорожной станции Ковылкино.

## Экономика и инфраструктура
В современном Красном Шадыме работают — ТОО «Восток» (с 1996 года); средняя школа, дом культуры, библиотека, магазины.

## Население
| 2002 | 2010 |
| ---- | ---- |
| 404  | ↘288 |

Национальный состав — в основном русские.

## Известные люди
В селе родились:
- Марченков, Михаил Петрович (1899—1980) — советский военачальник, генерал-лейтенант.
- Нуждин, Александр Михайлович — советский и российский автогонщик, мастер спорта международного класса, победитель Кубка дружбы соцстран, дважды чемпион СССР по шоссейно-кольцевым гонкам, дважды серебряный призер чемпионата СССР, чемпион РФ, бронзовый и серебряный призер чемпионата РФ.

## Источник
- Энциклопедия Мордовия, Е. О. Полякова.